# Cnemidophyllum eximium
Cnemidophyllum eximium är en insektsart som beskrevs av Morgan Hebard 1927. Cnemidophyllum eximium ingår i släktet Cnemidophyllum och familjen vårtbitare. Inga underarter finns listade i Catalogue of Life.